# オクスフォード英語語源辞典
『オクスフォード英語語源辞典』（オクスフォードえいごごげんじてん、英語:The Oxford Dictionary of English Etymology）は英単語の語源を記した書籍。オックスフォード大学出版局より出版されている。

## 版
- C. T. Onions, G. W. S. Friedrichsen, R. W. Burchfield (1966, reprinted 1983, 1992, 1994) ISBN 0-19-861112-9

類書も刊行されている。
- The Concise Oxford Dictionary of English Etymology（オクスフォード英語語源小辞典）
  - T. F. Hoad (1986)
  - T. F. Hoad (1993) ISBN 0-19-283098-8
- An Etymological Dictionary of the English Language（オクスフォード英語語源辞典）
  - W. W. Skeat (1963) ISBN 0-19-863104-9